# موزه هنر اسنایت

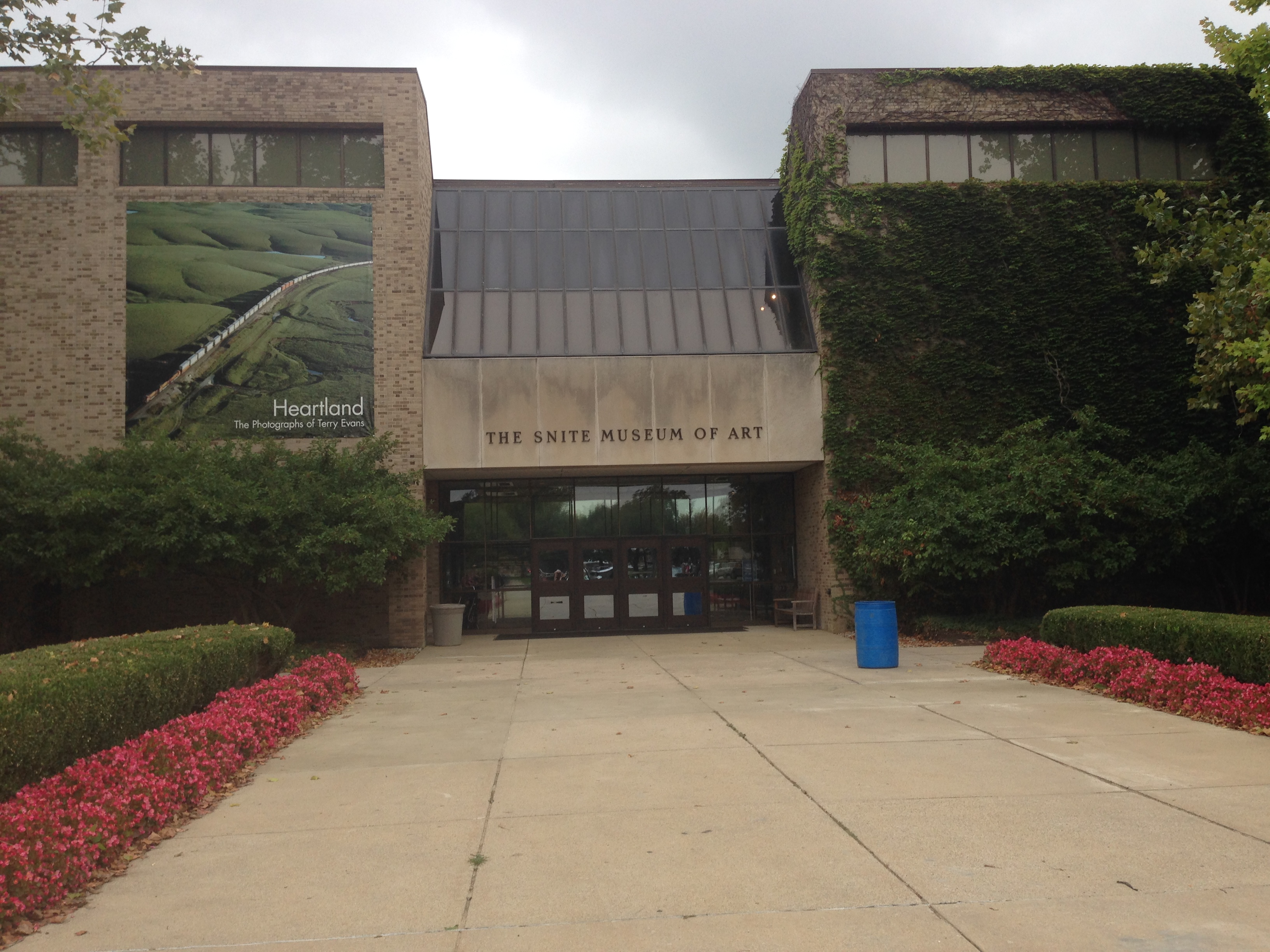
موزه هنر اسنایت

موزه هنر اسنایت موزه هنرهای زیبا در پردیس دانشگاه نوتردام، در نزدیکی ساوت بند، ایندیانا است. این موزه داری مجموعه ای با حدود ۳۰۰۰۰ اثر هنری که می‌توان گفت تمامی فرهنگ‌ها، دوره‌ها و رسانه‌ها را دارا است و آن را به عنوان منبعی غنی برای مخاطبان در محوطه دانشگاه است. این موزه با استفاده از برنامه‌ها، سخنرانی‌ها، کارگاه‌ها و نمایشگاه‌ها، از تدریس و پژوهش حمایت می‌کند و فرصت‌های فرهنگی ارزشمندی را برای دانشجویان و بازدیدکنندگان فراهم می‌کند. دانشجویان هم نقش مهمی به عنوان راهنمای گالری و همچنین اعضای مشاور دانشجویی در برنامه‌نویسی ایفا می‌کنند.